# 鼓山区

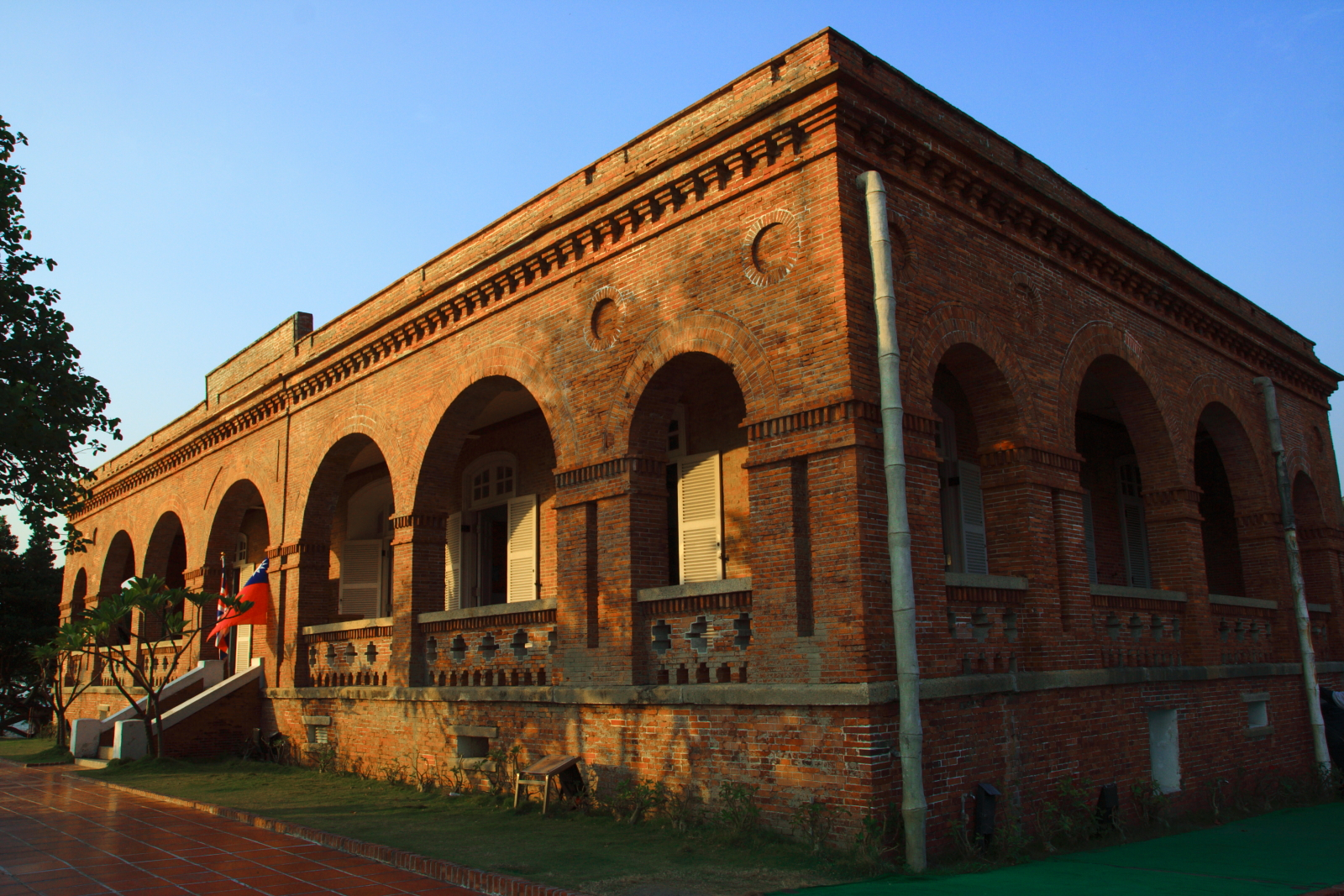
旧打狗英国領事館官邸

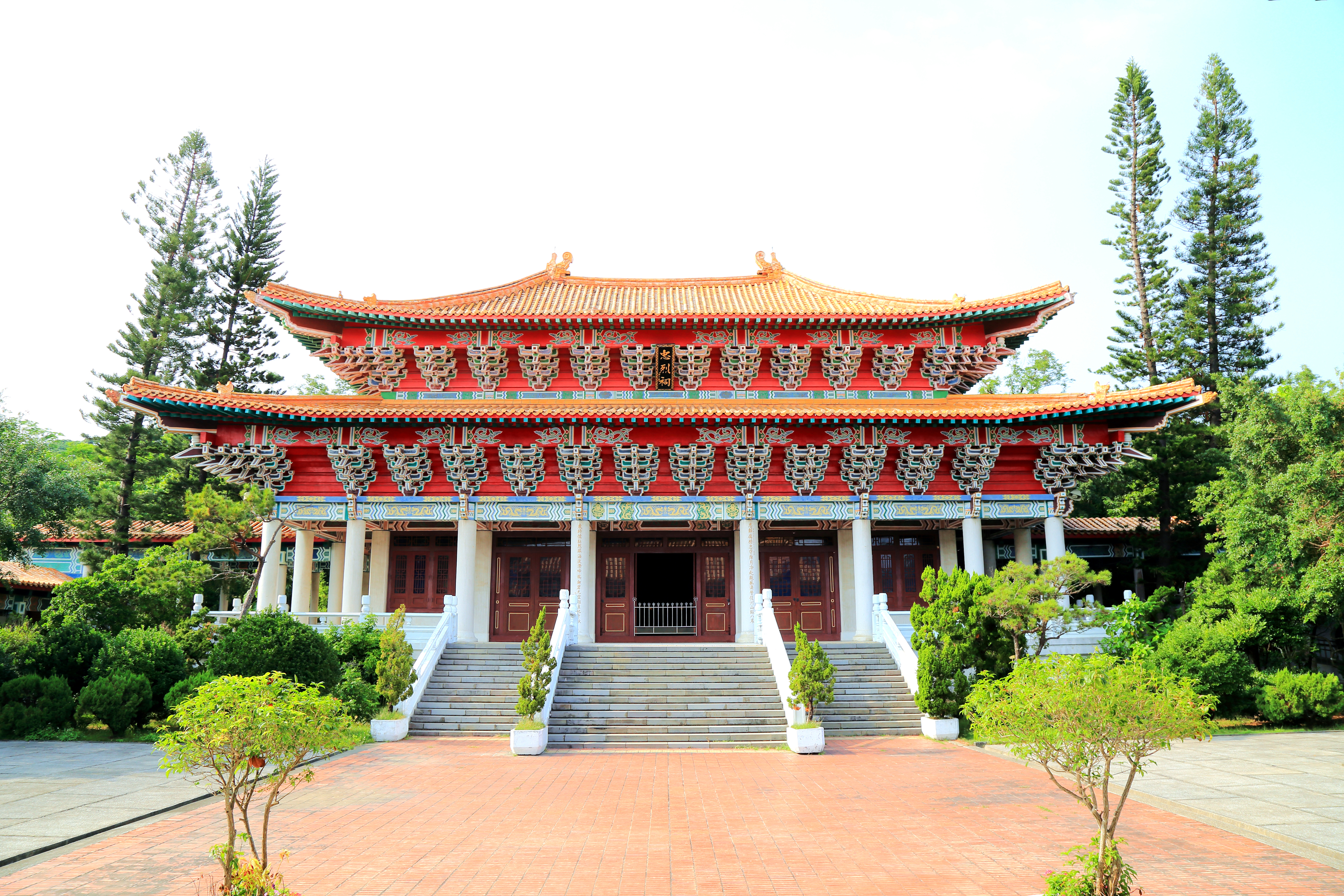
高雄市忠烈祠

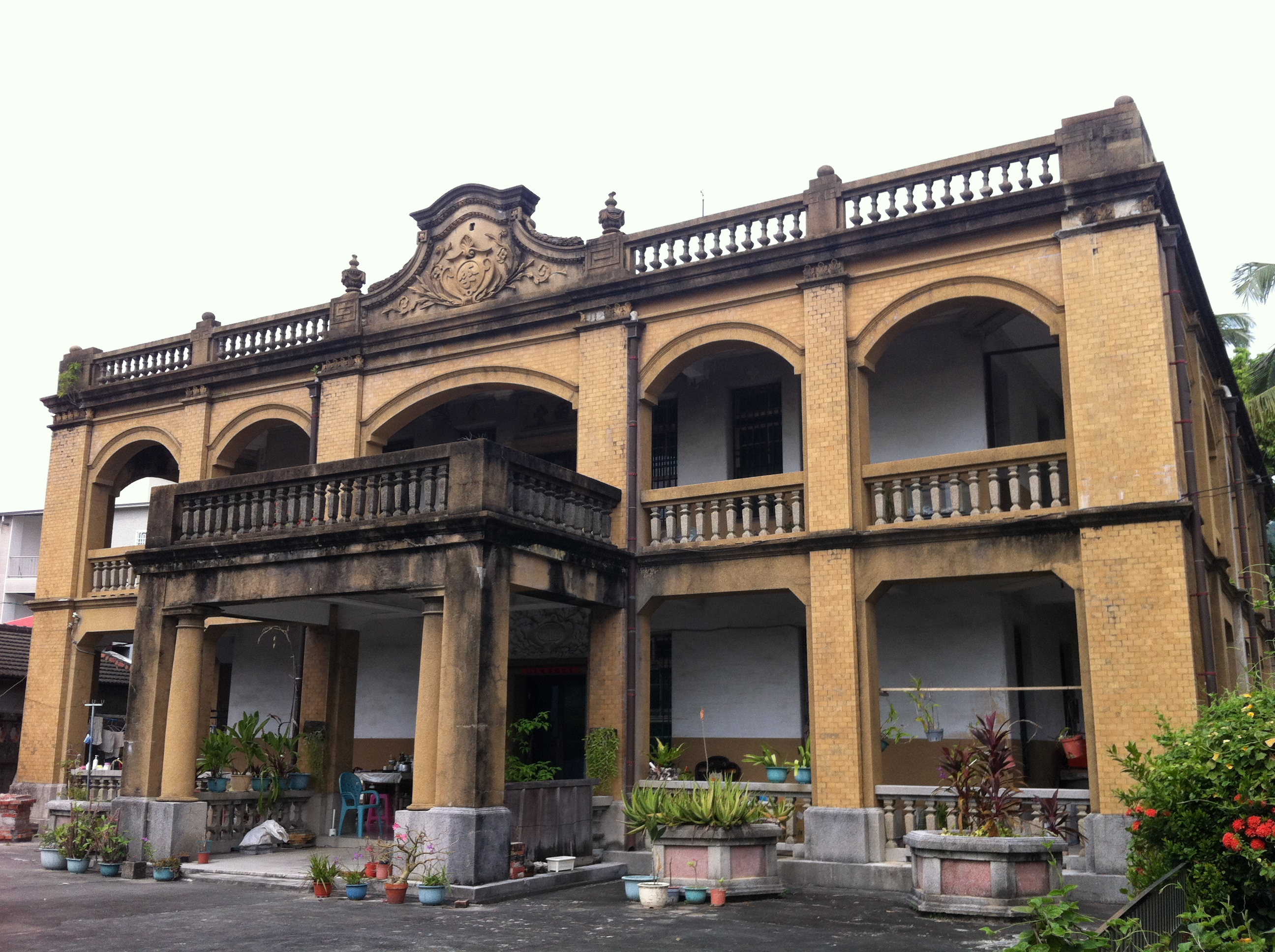
内惟李氏古宅

鼓山区（グーシャン/こざん-く）は高雄市の市轄区。市の西部に位置し、南シナ海に面する。

## 歴史
昔、高雄港に巨石があり、その影響で水流が生まれ船舶の航行に支障をきたしていた。そのため入港する船が太鼓を叩きながら神に航海の安全を祈祷したことから打鼓山と呼ばれるようになった。
日本統治時代の田町、寿町、山下町、湊町、新浜町、哨船町、大字内惟が台湾の中華民国への編入後に統合されて鼓山区が誕生した。

## 下部行政区域
| 地区   | 里 |
| ------ | --- |
| 哈瑪星 | 寿山里、延平里、哨船頭里、恵安里、維生里、麗興里、峰南里、登山里、桃源里、新民里                               |
| 巌仔   | 河辺里、光化里、興宗里、宝樹里、樹徳里、山下里、鼓岩里、緑川里                                                 |
| 内惟   | 正徳里、自強里、建国里、鼓峰里、龍井里、内惟里、民族里、忠正里、前峰里、雄峰里、厚生里、光栄里、平和里、民強里 |
| 凹仔底 | 龍子里、龍水里、明誠里、華豊里、裕興里、裕豊里                                                                 |

## 交通

### 鉄道
- 縦貫線
  - 内惟駅 - 美術館駅 - 鼓山駅
- 高雄捷運紅線
  - 巨蛋駅 - 凹子底駅
- 高雄捷運橘線
  - 哈瑪星駅
- 高雄捷運環状軽軌
  - 哈瑪星駅 - 寿山公園駅 - 文武聖殿駅 - 鼓山区公所駅 - 鼓山駅 - 馬卡道駅 - 台鉄美術館駅 - 内惟芸術中心駅 - 美術館駅 (高雄捷運) - 聯合医院駅 - 龍華国小駅 - 愛河之心駅

### 道路
- 中華一路（省道台17線）
- 臨海一路、臨海二路
- 鼓山一路、鼓山二路、鼓山三路
- 五福四路
- 九如四路
- 馬卡道路
- 翠華路
- 明誠三路、明誠四路
- 裕誠路
- 大順一路
- 河西一路

### 海運
- 高雄市輪船（鼓山輪渡站（中国語版） - 旗津輪渡站）

## 教育
| 区分   | 数 | 名称 |
| ------ | -- | --- |
| 大学   | 1  | 国立中山大学 |
| 高職   | 0  | - |
| 高中   | -  | 高雄市立鼓山高級中学 私立大栄高級中学 私立明誠高級中学 高雄市中華芸術学校                                                                          |
| 国中   | 3  | 高雄市立鼓山国民中学 高雄市立寿山国民中学 高雄市立明華国民中学                                                                                     |
| 国小   | 8  | 高雄市立鼓山国民小学 高雄市立鼓岩国民小学 高雄市立内惟国民小学 高雄市立中山国民小学 高雄市立寿山国民小学 高雄市立龍華国民小学 高雄市立九如国民小学 |
| 幼稚園 | -  | 未編集 |

## 観光

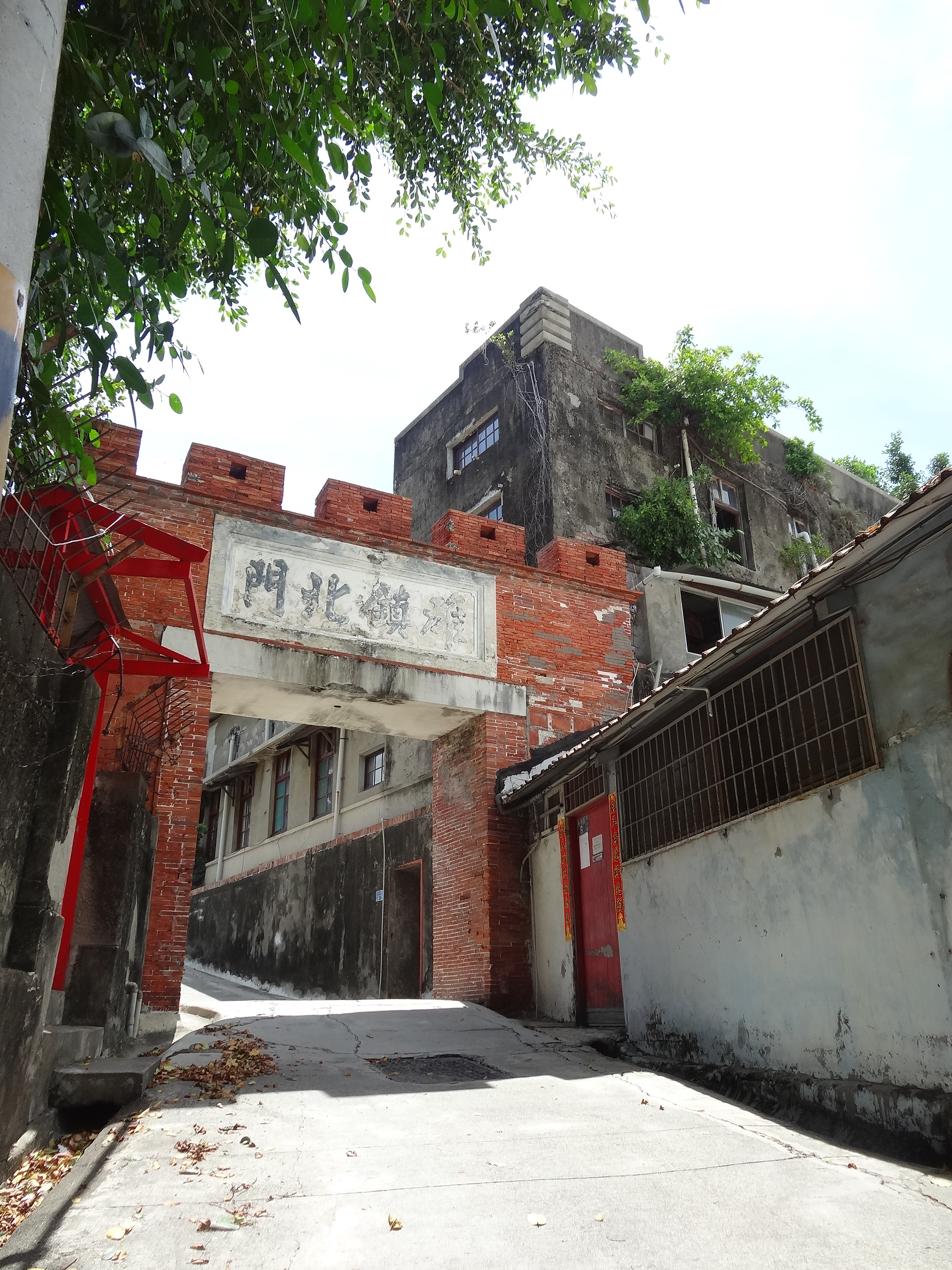
雄鎮北門

- 西子湾
  - 霊興殿（中国語版）
  - 開台福徳宮（中国語版）
  - 雄鎮北門（中国語版）
  - 旧打狗英国領事館
- 寿山（柴山）
  - 高雄市忠烈祠
  - 高雄市寿山動物園（中国語版）
- 哈瑪星
  - 旧打狗駅故事館（旧高雄港駅）
  - 旧三和銀行（高雄支店）
  - 高雄市武徳殿
  - 高雄代天宮（中国語版）
- 龍水化龍宮（中国語版）
- 内惟李氏古宅（中国語版）
- 高雄市立美術館（中国語版）
- テレサ・テン紀念文物館（英語版）

## 姉妹都市・提携都市[1]
- 氷見市（ 中部地方 富山県）
  - 2020年12月5日 友好交流都市提携
- 加賀市（ 中部地方 石川県）
  - 2015年7月8日 友好交流都市提携